# Чомо
Чомо, Дромо (тиб. སྐྱིད་གྲོང་རྫོང, Вайли: gro mo rdzong; кит. упр. 亚东县, пиньинь Yàdōng xiàn, палл. Ядун сянь) — приграничный уезд Тибетского автономного района, КНР. На тибетском языке, называние означает «бросок в глубокую долину».

## География
Расположен в средней части Гималаев, на юге Тибетского автономного района, в долине Чумби, на границе с Индией (штатом Сикким) и Бутаном.

## История
Уезд был создан в 1960 году и вошёл в состав Специального района Гьянгдзе (江孜专区). В 1964 году Специальный район Гьянгдзе был присоединён к Специальному району Шигадзе. В 1970 году Специальный район Шигадзе был переименован в Округ Шигадзе. В 2014 году округ Шигадзе был преобразован в городской округ.

## Экономика
Основное занятие местного населения это рыболовство, производство вина, ячменя и др.

## Транспорт
В уезде расположен перевал Нату-Ла, через который проходит древний путь из Тибета в Сикким.

## Административное деление
Уезд делится на 2 посёлка и 5 волостей:
- Посёлок Шарсингма (下司马镇)
- Посёлок Пагри (帕里镇)
- Волость Герру (帕里镇)
- Волость Камбу (康布乡)
- Волость Рубунгганг (上亚东乡)
- Волость Тюна (堆纳乡)
- Волость Шарчомо (亚东乡)